# Северни Јоркшир
Северни Јоркшир (енгл. North Yorkshire) је грофовија на северозападу Енглеске, у региону Јоркшир и Хамбер. Са 8.654 km² то је највећа грофовија Енглеске. На истоку је ограничава обала Северног мора. Северни Јоркшир се граничи са грофовијама: Источни Јоркшир, Јужни Јоркшир, Западни Јоркшир, Ланкашир, Камбрија и Дарам. Главни град је Нортхалертон, иако је он са 15ак хиљада становника један од мањих градова у грофовији. 
Око 40% површина грофовије припада националним парковима (Yorkshire Dales, North York Moors). Највиша тачка Северног Јоркшира лежи на 736 метара надморске висине. Већина река теку ка естуару реке Хамбер, док је важна и река Тиз (Tees) која чини границу ка грофовији Дарам. 

## Администрација
Северни Јоркшир је формиран 1. априла 1974. Град Јорк је постао аутономна управна јединица 1996. када су грофовији прикључена и нека предграђа града Стоктона на Тизу. 
Веће Северног Јоркшира окупља 7 управних јединица (Craven, Hambleton, Harrogate, Richmondshire, Ryedale, Scarborough, Selby). Аутономне јединице изван већа су градови: Јорк, Редкар и Кливланд, Мидлсбро и Стоктон на Тизу. 